# Bonifatius (Feldherr)
Bonifatius (auch Bonifacius) (* vor 413; † 432) war ein weströmischer Feldherr und Patricius. 

## Leben
Bonifatius war ein Gefolgsmann des am weströmischen Hof des Honorius überaus mächtigen Heermeisters Flavius Constantius und tat sich erstmals 413 bei der Verteidigung von Marseille gegen den Westgoten Athaulf hervor, dem er eine gefährliche Verletzung beibrachte. Constantius wurde 421 selbst als Constantius III. zum Kaiser erhoben, starb aber noch im selben Jahr.
In Africa später als comes Africae bezeugt, stand er im persönlichen Kontakt mit Augustinus von Hippo. 422 gehörte er zu den Unterstützern von Galla Placidia, während er 423 dem Usurpator Johannes die Gefolgschaft verweigerte, um sich früh auf die Seite des späteren Siegers Valentinian III., des Sohnes von Constantius III. und Placidia zu stellen. Im Bürgerkrieg gegen Johannes trug Bonifatius dabei einen Großteil der Last, wurde aber nach dem Sieg weder durch Posten noch durch Ehrentitel belohnt.
Vielmehr verschlechterte sich seine Beziehung zum Hof in Ravenna rasch. 429 widersetzte er sich dem Befehl seiner Vorgesetzten, nach Italien zurückzukehren, und wurde daher auf Veranlassung des magister utriusque militiae Flavius Felix zum hostis publicus erklärt. Bonifatius konnte sich im anschließenden militärischen Konflikt erneut in Africa behaupten; angeblich rief er aber, so Prokopios von Caesarea und Jordanes, deshalb die Vandalen unter Geiserich als foederati zu seiner Unterstützung ins Land, was aber von vielen Historikern bezweifelt wird. Jedenfalls bekämpfte er kurz darauf Geiserich, konnte sich gegen ihn jedoch nicht durchsetzen; offenbar waren die Streitigkeiten mit dem Hof in Ravenna inzwischen beigelegt. 
Bonifatius begab sich nach Ravenna und genoss nun wieder die Gunst der einflussreichen Kaisermutter Galla Placidia, zumal in Italien der ehrgeizige Flavius Aëtius, der mit ihm und dem im Mai 430 ermordeten Flavius Felix um die tatsächliche Macht im Westreich konkurrierte, den Aufstand geprobt hatte und Bonifatius ihn nun im Auftrag des Hofes, ausgestattet mit dem Titel eines magister militum, bekämpfen sollte. In der Schlacht bei Ariminum (Rimini) konnte Bonifatius sich gegen Aëtius zwar durchsetzen, wurde jedoch in den Kämpfen schwer verwundet und starb drei Monate später an seinen Verletzungen. Sein Schwiegersohn Sebastianus führte den Kampf gegen Aëtius fort, unterlag diesem und dessen hunnischen Verbündeten aber schließlich und musste aus Italien fliehen.
Bonifatius war in zweiter Ehe mit der adligen Gotin Pelagia verheiratet, die wohl Arianerin war und eine Gefolgschaft aus gotischen Kriegern in die Ehe einbrachte. Nach seinem Tod und der Vertreibung des Sebastianus heiratete Aëtius die Witwe, um so Zugriff auf die beträchtliche Hinterlassenschaft (sowohl Geld und Gut als auch die persönliche Gefolgschaft) des Bonifatius zu erlangen.